# Tom Shields
Thomas Allen Shields (conocido como Tom Shields; Panama City, 11 de julio de 1991) es un deportista estadounidense que compite en natación, especialista en el estilo mariposa.
Participó en dos Juegos Olímpicos de Verano, obteniendo dos medallas, oro en Río de Janeiro 2016 y oro en Tokio 2020, ambas en la prueba de 4 × 100 m estilos. Además, obtuvo dos medallas de oro en los Juegos Panamericanos de 2019, en las pruebas de 100 metros mariposa y 4 × 100 m estilos.
Ganó una medalla de oro en el Campeonato Mundial de Natación de 2015 y 16 medallas en el Campeonato Mundial de Natación en Piscina Corta entre los años 2012 y 2021.
Cursó el grado de Estudios Religiosos en la Universidad de California en Berkeley.

## Palmarés internacional
| Juegos Olímpicos                    | Juegos Olímpicos        | Juegos Olímpicos  | Juegos Olímpicos       |
| Año                                 | Lugar                   | Medalla           | Prueba                 |
| ----------------------------------- | ----------------------- | ----------------- | ---------------------- |
| 2016                                | Río de Janeiro (Brasil) | Medalla de oro    | 4 × 100 m estilos      |
| 2020                                | Tokio (Japón)           | Medalla de oro    | 4 × 100 m estilos      |
| Campeonato Mundial                  |                         |                   |                        |
| Año                                 | Lugar                   | Medalla           | Prueba                 |
| 2015                                | Kazán (Rusia)           | Medalla de oro    | 4 × 100 m estilos      |
| Campeonato Mundial en Piscina Corta |                         |                   |                        |
| Año                                 | Lugar                   | Medalla           | Prueba                 |
| 2012                                | Estambul (Turquía)      | Medalla de oro    | 4 × 100 m estilos      |
| 2012                                | Estambul (Turquía)      | Medalla de plata  | 100 m mariposa         |
| 2012                                | Estambul (Turquía)      | Medalla de bronce | 50 m mariposa          |
| 2014                                | Doha (Catar)            | Medalla de plata  | 100 m mariposa         |
| 2014                                | Doha (Catar)            | Medalla de plata  | 4 × 50 m libre         |
| 2014                                | Doha (Catar)            | Medalla de plata  | 4 × 100 m estilos      |
| 2014                                | Doha (Catar)            | Medalla de bronce | 4 × 100 m libre        |
| 2014                                | Doha (Catar)            | Medalla de bronce | 4 × 50 m estilos       |
| 2016                                | Windsor (Canadá)        | Medalla de oro    | 4 × 50 m estilos mixto |
| 2016                                | Windsor (Canadá)        | Medalla de plata  | 50 m mariposa          |
| 2016                                | Windsor (Canadá)        | Medalla de plata  | 100 m mariposa         |
| 2016                                | Windsor (Canadá)        | Medalla de plata  | 200 m mariposa         |
| 2016                                | Windsor (Canadá)        | Medalla de plata  | 4 × 50 m libre         |
| 2016                                | Windsor (Canadá)        | Medalla de plata  | 4 × 50 m estilos       |
| 2016                                | Windsor (Canadá)        | Medalla de bronce | 4 × 100 m libre        |
| 2021                                | Abu Dabi (EAU)          | Medalla de oro    | 4 × 50 m estilos       |
| Juegos Panamericanos                |                         |                   |                        |
| Año                                 | Lugar                   | Medalla           | Prueba                 |
| 2019                                | Lima (Perú)             | Medalla de oro    | 100 m mariposa         |
| 2019                                | Lima (Perú)             | Medalla de oro    | 4 × 100 m estilos      |